# 王学智
王学智（1949年11月—），男，云南建水人，中华人民共和国政治人物，曾任曲靖市人民政府市长，云南省政协副主席，第九届全国人大代表。